# Barka (Słowenia)
Barka – wieś w Słowenii, w gminie Divača. W 2018 roku liczyła 98 mieszkańców.